# Восточный Пакистан
Восто́чный Пакиста́н (бенг. পূর্ব পাকিস্তান, урду مشرقی پاکستان‎, англ. East Pakistan) — название (в период с 1956 по 1971 год) провинции Пакистана, созданной в 1947 году как Восточная Бенгалия при разделе Бенгалии на основе плана Маунтбеттена. При этом Восточную Бенгалию включили в состав доминиона Пакистан (другая часть — Западная Бенгалия — отошла к Индии), а в 1956 году переименовали в Восточный Пакистан.
В 1971 году Восточный Пакистан после войны за независимость получил независимость и стал государством Бангладеш.

## Губернаторы
| Срок полномочий                             | Губернатор Восточного Пакистана         |
| ------------------------------------------- | --------------------------------------- |
| 14 октября 1955 года — март 1956 года       | Амируддин Ахмад                         |
| март 1956 года — 13 апреля 1958 года        | Абул Касем Фазлул Хак                   |
| 13 апреля 1958 года — 3 мая 1958 года       | Хамид Али (и. о.)                       |
| 3 мая 1958 года — 10 октября 1958 года      | Султануддин Ахмад                       |
| 10 октября 1958 года — 11 апреля 1960 года  | Закир Хусейн                            |
| 11 апреля 1960 — 11 мая 1962 года           | Азам Хан                                |
| 11 мая 1962 года — 25 октября 1962 года     | Гулам Фарук                             |
| 25 октября 1962 года — 23 марта 1969 года   | Абдул Монем Хан                         |
| 23 марта 1969 года — 25 марта 1969 года     | Мирза Нурул Худа                        |
| 25 марта 1969 года — 23 августа 1969 года   | Музаффапуддин                           |
| 23 августа 1969 года — 1 сентября 1969 года | Сахабзада Якуб-Хан                      |
| 1 сентября 1969 года — 7 марта 1971 года    | Саид Мохаммед Ахсан                     |
| 7 марта 1971 года — 31 августа 1971 года    | Тикка Хан                               |
| 31 августа 1971 года — 14 декабря 1971 года | Абдул Моталеб Малик                     |
| 14 декабря 1971 года — 16 декабря 1971 года | Амир Ниязи                              |
| 16 декабря 1971 года                        | Провинция прекратила своё существование |

## Главный министр
| Срок полномочий                            | Главный министр Восточного Пакистана              | политическая партия |
| ------------------------------------------ | ------------------------------------------------- | ------------------- |
| август 1955 года — сентябрь 1956 года      | Абу Хуссейн Саркар                                | Кришак-шрамик       |
| сентябрь 1956 года — март 1958 года        | Атаур Рахман Хан                                  | Авами Лиг           |
| март 1958 года                             | Абу Хуссейн Саркар                                | Кришак-шрамик       |
| март 1958 года — 18 июня 1958 года         | Атаур Рахман Хан                                  | Авами Лиг           |
| 18 июня 1958 года — 22 июня 1958 года      | Абу Хуссейн Саркар                                | Кришак-шрамик       |
| 22 июня 1958 года — 25 августа 1958 года   | губернатор исполнял обязанности главного министра |                     |
| 25 августа 1958 года — 7 октября 1958 года | Атаур Рахман Хан                                  | Авами Лиг           |
| 7 октября 1958 года                        | Должность была упразднена                         |                     |
| 16 декабря 1971 года                       | Провинция прекратила своё существование           |                     |